# 1842
1842 (MDCCCXLII) fue un año común comenzado en sábado según el calendario gregoriano.

## Acontecimientos

### Enero
- 6 de enero: Comienzo de la retirada del ejército anglo-indio del general W. Elphinstone (16.500 efectivos), hacia Jalalabad, a 140 km de distancia, abandonando a Shuja Shah, que les advertía que no se fiasen de Akbar Khan. El acoso a los británicos no cesa en los siguientes días.[1]
- 13 de enero: Los últimos supervivientes del ejército anglo-indio del general W. Elphinstone deciden librar su última batalla en la colina de Gandamak. Solo hubo un superviviente británico.[1]
- 27 de enero: En Portugal, el gobierno septembrista es derrocado y comienza el gobierno conservador de Antonio Bernardo da Costa Cabral, anterior ministro de Justicia, que restaura la Constitución portuguesa de 1826. Promulgación del Código Administrativo y elevación de impuestos.[2]
- 30 de enero: En Argelia, el ejército francés del general Thomas Robert Bugeaud, toma la ciudad de Tlemcen, evacuada la víspera por Abd al-Qadir.[3]

### Febrero
- 1 de febrero: Primer sello adhesivo en Estados Unidos, en la ciudad de Nueva York, por una compañía de entrega privada (City Despatch Post).[4]
- 7 de febrero: El regente del Emperador de Etiopía, Ras Ali Alula, derrota en la batalla de Debre Tabor, al señor de la guerra de Semien, que quería derrocarle.[5]
- 10 de febrero: Tratado de Grand-Bassam entre el reino de Francia, y el rey de Grand-Bassam. Instalación de puntos comerciales franceses en Costa de Marfil.[6]
- 19 de febrero: En Argelia, comienzo de las operaciones militares del general francés Marie-Alphonse Bedeau en la frontera con Marruecos. Sumisión de la población de Nedroma.[3]
- 21 de febrero: Inauguración en Escocia de la línea férrea entre Edimburgo y Glasgow, para una distancia de 74 kilómetros.[7]
- 25 de febrero: Comienza el asedio al ejército anglo-indio en Jalalabad por las huestes afganas, bajo el mando de Akbar Khan.[1]
- 28 de febrero: Lord Ellenborough, reemplaza a Lord Auckland, en Calcuta, India, como gobernador general de la India. Prepara la contraofensiva en Afganistán, durante la primera guerra anglo-afgana.[8]

### Marzo
- 5 de marzo: Las tropas mexicanas de Rafael Vásquez (unos 500 efectivos) invaden Texas y ocupan brevemente San Antonio sin violencia, antes de retirarse al sur de Río Grande.[9]
- 16 de marzo: El navío HMS Driver sale de Portsmouth, en el Reino Unido, en dirección a las Indias y a China, siendo el primer barco de vapor en dar la vuelta al mundo, llegando de vuelta el 14 de mayo de 1847.[10]
- 17 de marzo: En Estados Unidos, el profeta Joseph Smith de la Iglesia de Jesucristo de los Santos de los Últimos Días, funda la Sociedad de Socorro en Nauvoo, Illinois, una organización filantrópica y de educación de mujeres, para dar alivio a los pobres y necesitados, y salvar almas.[11]
- 31 de marzo: Presentación en Francia, de la política de “puntos de apoyo” en África por el ministro de Asuntos Exteriores François Guizot, lanzándose a la creación de puestos militares en Costa de Marfil y Gabón.[12]
- Marzo: En el caso jurídico Commonwealth v. Hunt, la Corte Suprema Judicial de Massachusetts declaró que la huelga y los sindicatos eran legales en Estados Unidos, y que no se les aplicaba la doctrina de conspiración criminal.[13]

### Abril

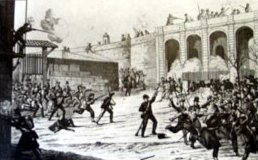
Revuelta en Barcelona contra la política fiscal de Espartero.

- 5 de abril: Shuja Shah es asesinado por afganos partidarios de Dost Mohammed Khan.[1]
- 7 de abril: 
  - El ejército anglo-indio del general Robert Sale sale de la ciudad de Jalalabad, se enfrenta a Akbar Khan, le derrota, y le obliga a huir hacia Kabul.[1]
  - En México se establecen nuevos impuestos sobre los objetos de lujo y de capitación para todos los hombres de 16 a 60 años de edad, los cuales causan malestar entre la población.[14]
- 16 de abril: Llegada a Jalalabad del ejército anglo-indio de castigo del general Sir George Pollock, que lanza expediciones punitivas contra los afganos desde allí.[1]
- 22 de abril: El papa Gregorio XVI crea la arquidiócesis de Sídney en Australia.[15]

### Mayo
- 1 de mayo: El emperador Pedro II de Brasil, bajo presión de los conservadores, firma un decreto de disolución de la Cámara de Diputados, de mayoría liberal, lo que provoca los disturbios de la revolución liberal que estalla en Sorocaba el 17 de mayo, y que durará hasta agosto.[16]
- 4 de mayo: En Sudáfrica, las fuerzas británicas se instalan en Port-Natal (actual Durban). En la noche del 23 de mayo atacaron a los bóeres en el suburbio de Congella, pero fueron derrotados, se retiraron y estuvieron asediados en Port-Natal hasta el 25 de junio en que llegaron refuerzos británicos en dos barcos.[17]
- 5 de mayo: En la madrugada del 4 al 5, estalla el gran incendio de Hamburgo en la ciudad de Hamburgo, en Alemania, que durará hasta el 8 de mayo, que destruye un tercio del centro histórico de la ciudad, y causó 51 víctimas. La reconstrucción tardó más de 40 años.[18]
- 7 de mayo: Un terremoto de 8,1 asola la costa norte de la isla de La Española (actual Haití y República Dominicana), seguido de un tsunami. Se produce la destrucción de las ciudades de Cabo Haitiano, Santiago de los Caballeros, Port-de-Paix y otros pueblos. Se estima que murieron entre 5.000 y 6.000 personas.[19]
- 8 de mayo: En Francia tiene lugar un descarrilamiento de un tren sobrecargado de pasajeros, entre Versalles y la estación de París-Montparnasse, por la rotura de un eje de la locomotora de vapor, muriendo 55 personas, entre ellas Dumont d'Urville.[20]
- 11 de mayo: La Income Tax Act o Ley del Impuesto sobre la Renta, es reintroducida en tiempo de paz en el Reino Unido por el gobierno de Robert Peel (la primera vez fue durante las guerras napoleónicas entre 1799 y 1816), con un montante de 7 peniques por libra esterlina, para rentas de más de 150 libras.[21]
- 14 de mayo - 9 de junio: En Argelia, campaña lanzada por el general francés Thomas Robert Bugeaud a lo largo del valle del Cheliff, entre Mostaganem y Blida, sometiendo a todas las tribus con las que se encontraba. Lograron reunirse las dos divisiones militares que venían de Orán y de Argel el 30 de mayo, estableciendo por primera vez comunicación terrestre entre ambas ciudades.[3]
- 17 de mayo: En el Estado de Rhode Island de Estados Unidos, estalla la rebelión del abogado Th. W. Dorr que quería cambiar el sistema electoral de dicho Estado, que solo permitía votar al 40 % de los hombres blancos basándose en sus propiedades (según una antigua ley británica), para pasar a un sistema de voto para los blancos mayores de 21 años. Intentaron apoderarse del Arsenal de Providence, pero fueron derrotados por las fuerzas federales.[22]
- 18 de mayo: Los británicos capturan Zhapu, en la desembocadura del Yangtsé (primera guerra del Opio).[23]
- 25 de mayo: En el Tíbet, entronización de Khedrub Gyatso, nacido en 1838, como undécimo dalái lama, hasta 1856.[24]
- 30 de mayo: En Inglaterra, John Francis intenta asesinar a la reina Victoria mientras esta viajaba en un carruaje con el príncipe Alberto en un parque de Londres, justo un día después de haber intentado dispararle. Fue detenido por la policía, que le había tendido una trampa, y condenado al destierro de por vida.[25]

### Junio
- 4 de junio: En Sudáfrica, el cazador Dick King cabalga en su caballo Somerset durante diez días, una distancia de 950 km, atravesando más de 100 ríos, hasta la base militar británica de Grahamstown, en la colonia de El Cabo, para alertarles de que los bóeres habían sitiado la ciudad portuaria de Port Natal (actual Durban). El ejército británico envió una fuerza de socorro, que llegó el 24 de junio, a tiempo de socorrer a la guarnición.[26]
- 7 de junio: 
  - En Puno (Perú), se firma el Tratado de Puno entre Perú y Bolivia, con la mediación de Chile, con lo que finaliza la guerra peruano-boliviana comenzada en 1841, renunciando a la unión forzosa entre ambos países, y anticipando un Tratado de Paz y Comercio en 1847 que llevará a la paz definitiva.[27]
  - Akbar Khan logra capturar la fortaleza de los shadozai en Kabul y la huida de Shuja Shah, tras un mes de asedio.[1]
- 12 de junio: Declaración de los jefes de las islas Marquesas, reconociendo la soberanía y su anexión al reino de Francia, ante el almirante Abel Aubert du Petit-Thouars.[28]
- 13 de junio: La reina Victoria del Reino Unido se convierte en la primera monarca británica que viajó en tren, en el Great Western Railway, entre Slough (cerca del Castillo de Windsor) y la estación de Paddington en Londres, en un viaje de 30 minutos.[29]
- 14 de junio: En Estados Unidos, salida de la expedición de John C. Frémont, junto con una veintena de indios criollos de Luisiana y canadienses, así como del legendario aventurero Kit Carson, desde el Río Kansas, cerca de la actual Topeka, siguiendo lo que se llamó posteriormente la Senda de Oregón hacia las Montañas Rocosas.[30]
- 17 de junio: En el marco de El Gran Juego, dos diplomáticos británicos, el coronel Charles Stoddart y el Capitán Arthur Conolly, son decapitados como supuestos espías en Bujará (ahora en Uzbekistán), por su emir Nasrullah Khan. Los británicos se desentendieron de esta región, que quedó bajo influencia rusa.[31]
- 18 de junio: Se establece por ley en Suecia, un sistema de educación primaria obligatoria a partir de los 4 años.[32]
- 19 de junio: Los británicos capturan Shanghái, desguarnecida tras la derrota china en Woosung (primera guerra del Opio).[23]
- 22 de junio: Los generales Sir George Pollock, en Jalalabad, y William Nott, en Kandahar, reciben las órdenes para retirarse a la India, vía Kabul, dejando pruebas contundentes del poderío de las fuerzas británicas.[1]

### Julio
- 3 de julio: En Inglaterra, el jorobado William Bean dispara contra la reina Victoria con una pistola cargada con trozos de pipa de tabaco. Tras dos semanas de búsqueda, fue capturado y condenado a 18 meses de prisión.[25]
- 8 de julio: Tiene lugar un eclipse total de Sol que comienza en la península ibérica y atraviesa todo el continente euroasiático. Las observaciones realizadas desde España por Francis Baily y otros astrónomos, permiten deducir que las protuberancias y la corona solar provenían del Sol.[33]
- 13 de julio: Muerte de Fernando Felipe, duque de Orleans, hijo mayor del rey de Francia Luis Felipe I, en un accidente de carruaje en Sablonville, en Altos del Sena.[34]
- 20 de julio: La montaña más alta de los Pirineos, el pico Aneto de 3404 metros de altitud, es escalado por primera vez por el montañista exoficial ruso Platon de Tchihatcheff y sus compañeros (el botánico normando Albert de Franqueville y cuatro guías occitanos).[35]
- 21 de julio: Los británicos ocupan la ciudad de Zhenjiang en la orilla del Yangtsé (primera guerra del Opio).[23]
- 22 de julio: El general Juan Francisco de Vidal es proclamado Presidente del Perú en Cuzco, en competencia con Manuel Menéndez Gorozabel, en medio de la anarquía militar tras la muerte del Presidente Agustín Gamarra en la batalla de Ingavi a finales de 1841.[36]

### Agosto
- 1 de agosto: 
  - En el Reino Unido, se aprueba la Ley de Minas (The Mines and Collieries Bill), por la que se prohibía el trabajo de mujeres y niños menores de 10 años, en las galerías subterráneas de las minas.[37]
  - En Estados Unidos, estallan los "disturbios raciales de la calle Lombard" en Filadelfia, Pensilvania, durante la conmemoración del final de la esclavitud en las Indias Occidentales Británicas, que enfrentó a los afroamericanos y los inmigrantes irlandeses, los dos grupos minoritarios de menor nivel de la sociedad. Los disturbios duraron tres días, se quemaron una iglesia y algunos edificios, pero no hubo víctimas mortales.[38]
- 4 de agosto: En Estados Unidos, la ley Armed Occupation Act es aprobada, permitiendo la ocupación armada y el asentamiento de colonos en las zonas libres de ocupación de la península de Florida Oriental.[39]
- 8 de agosto: 
  - El general William Nott sale de Kandahar con sus 6000 soldados hacia Kabul, castigando a las poblaciones sospechosas de haberse aliado con Akbar Khan.[1]
  - En los Alpes berneses de Suiza, el Lauteraarhorn de 4.042 metros de altura es escalado por primera vez por un grupo de tres montañistas y sus dos guías.[40]
- 9 de agosto: En América del Norte, la firma del tratado Webster-Ashburton puso fin a las disputas fronterizas entre Estados Unidos y la Norteamérica británica, estableció la frontera al este de las montañas Rocosas entre Maine y Nueva Brunswick, y dispuso la cooperación en la supresión del tráfico de esclavos.[41]
- 12 de agosto: Estalla la huelga de Preston, en el noroeste de Inglaterra, como parte de la primera huelga general en el Reino Unido, por la agitación cartista tras el rechazo a una nueva petición sobre las condiciones de trabajo y los salarios miserables. Dura hasta el 13 de agosto y mueren 4 personas durante los disturbios.[42]
- 14 de agosto: En EE. UU., termina la segunda guerra semínola entre los americanos y los amerindios de Florida, que duraba desde 1835 por la oposición de los indios a su reubicación al oeste del río Misisipi, y que había provocado la muerte de 1500 soldados y muchos semínolas. Los semínolas que no habían emigrado, aceptaron residir en una reserva india al sur de Florida, y el coronel W. J. Worth dio por concluida la guerra, aunque nunca se firmó un tratado de paz.[43]
- 17 de agosto: 
  - Fin de la primera guerra del Opio, a petición de los chinos, para evitar el ataque a la ciudad de Nankín.[23]
  - El general Juan Crisóstomo Torrico depone a Manuel Menéndez, y se hace proclamar Presidente del Perú en Lima.[36]
- 19 de agosto: El general Sir George Pollock sale de Jalalabad con sus 8000 soldados hacia Kabul, castigando a las poblaciones sospechosas de haberse aliado con Akbar Khan.[1]
- 20 de agosto: En Brasil tiene lugar una batalla en Santa Luzia, con victoria del ejército imperial, y con la que terminan las revoluciones liberales de las provincias de São Paulo y Minas Gerais, que protestaban contra la investidura de un gabinete conservador y la vuelta a la centralización.[44]
- 21 de agosto: El segundo poblamiento más antiguo de Australia, Hobart, en el estado insular de Tasmania, fundada en 1804 como una colonia penal, es declarada una ciudad. Actualmente es la capital de Tasmania.[45]
- 29 de agosto: Firma del Tratado de Nankín (primera guerra del Opio), que humilló a los chinos: pago en plata de reparaciones de guerra inmensas; apertura de nuevos puertos al comercio (isla Shamian, Amoy, Fuzhou, Ningbo y Shanghái); y reconocimiento de la soberanía británica sobre la isla de Hong Kong.[23]
- Agosto: En Japón, la derrota de China empuja al Shogunato a flexibilizar su política de cierre de sus puertos. Los señores son autorizados a avituallar los barcos extranjeros en madera y en agua.[46]

### Septiembre
- 4 de septiembre: Colocación de la primera piedra para renovar y completar la Catedral de Colonia, en Prusia, en presencia del rey Federico Guillermo IV, tras 284 años de parada en la construcción del templo.[47]
- 9 de septiembre: Solicitud del Protectorado francés por parte de la reina Pōmare IV de Tahití y los jefes principales de la isla de Tahití, y aceptación por parte del almirante Abel Bergasse du Petit Thouars.[28]
- 11 de septiembre: Las tropas mexicanas del general francomexicano Adrián Woll, ocupan violentamente la ciudad de San Antonio en Texas.[9]
- 14 de septiembre: Tras la abdicación del Príncipe de Serbia Miguel III Obrenović el 6 de septiembre, como consecuencia de un levantamiento contra él, Alejandro Karađorđević es elegido Príncipe de Serbia por la Asamblea Nacional en Vračar.[48]
- 15 de septiembre: El ejército de Sir George Pollock entra en Kabul, y dos días más tarde el de William Nott. Se quedaron tres semanas en una ciudad semi-desierta, que saquearon.[1]
- 17 de septiembre: En la guerra sino-sij, tras la derrota de las fuerzas sino-tibetanas por los Dogras en agosto cerca de Leh, en Ladakh, se firma el Tratado de Chushul en el que se mantiene un statu quo ante bellum, para evitar ninguna transgresión o interferencia en las fronteras del otro país.[49]
- 18 de septiembre: Combate de Salado Creek en Texas, a 12 km de San Antonio, en la que el general francomexicano Adrián Woll se enfrentó a un regimiento texano, y asumió la responsabilidad de la masacre de Dawson. Tras el combate, comenzó la retirada hacia el sur de Río Grande, enfrentándose a los tejanos de nuevo el 20 de septiembre en el combate de río Hondo.[50]

### Octubre
- 5 de octubre: El cervecero bávaro Josef Groll, trabajando en una cervecería de la ciudad de Pilsen, en Bohemia (ahora República Checa), elaboró la primera cerveza pilsener, cerveza lager rubia de fermentación baja, que supone el 70% de la producción mundial actual.[51]
- 12 de octubre: El ejército anglo-indio deja Kabul, siendo atacados continuamente por los afganos en su retirada hacia la India.[1]
- 15 de octubre: Publicación del primer número del periódico The Nation por los patriotas Duffy, Davis y Dillon, órgano del movimiento patriótico Joven Irlanda, que desechaban la política de diálogo de Daniel O'Connell, aunque todos iban contra el Acta de Unión de 1800 que significaba la unión de Gran Bretaña e Irlanda.[52]
- 17 de octubre: Batalla de Agua Santa, cerca de Pisco, en Perú, entre las fuerzas del general Juan Crisóstomo Torrico y las de Juan Francisco de Vidal, con victoria de este último, que presidirá el Perú hasta el 15 de marzo de 1843.[36]
- 23 de octubre: Introducción en el ejército prusiano por el rey Federico Guillermo IV de Prusia, del pickelhaube o casco con pincho, que se mantuvo hasta 1915.[53]
- 24 de octubre: Fallece el director supremo de Chile Don Bernardo O'Higgins Riquelme en Lima, Perú.
- 26 de octubre: En México Nicolás Bravo ocupa la presidencia por segunda ocasión.
- 29 de octubre: Durante la temporada de huracanes en el Atlántico, un huracán de categoría 2 golpea excepcionalmente la península ibérica, en el sudoeste de España, tras haber sido detectado cerca de la isla de Madeira.[54]
- 31 de octubre: El ejército anglo-indio abandona et territorio de Afganistán, atraviesan el Punyab y llega a la India en diciembre.[1]

### Noviembre
- 1 de noviembre: En Nueva Caledonia, en la Isla de Los Pinos, el capitán Ebrill y todo su equipaje (17 personas en total) es masacrada por los indígenas, que se habían sentido insultados por su comportamiento.[55]
- 14 de noviembre: en Caracas, el general Urdaneta crea la Gran Sociedad Boliviana de Caracas, para difundir la obra del general venezolano Simón Bolívar.
- 21 de noviembre: En Boston, Massachusetts, Estados Unidos, un juez declara la libertad de Georges Latimer, un ex-esclavo que había escapado de la esclavitud en Virginia, contra la petición de su antiguo dueño y con el apoyo de toda la sociedad abolicionista del país.[56]
- 22 de noviembre: En Estados Unidos, el estratovolcán del Monte Santa Helena, en el estado de Washington, que forma parte del Anillo de Fuego del Pacífico, entra en erupción y da origen a grandes nubes de ceniza volcánica que llegaron hasta 80 km de distancia.[57]
- 25 de noviembre: En Paraguay, el Congreso ratificó el Acta de la Independencia del país, siendo cónsul Carlos Antonio López, que se convirtió en el primer presidente de Paraguay en 1844.[58]
- Noviembre: Aliyu, hijo de Mohammed Bello, el segundo sultán de Sokoto, toma el poder (hasta 1859) y se convierte en el Sultán del Califato de Sokoto a la muerte de Atiku I.[59]

### Diciembre
- 2 de diciembre: Tabasco se une nuevamente a México. Ver: Separación de Tabasco en 1841 y 1846
- 3 de diciembre: En España, el regente Baldomero Espartero ordena el bombardeo de Barcelona hasta la rendición de la Junta sublevada en noviembre contra el potencial tratado textil con Gran Bretaña, que arruinaría las fábricas de Barcelona.[60]
- 6 de diciembre: La batalla de Arroyo Grande — la más sangrienta de las guerras civiles argentinas — resulta una decisiva derrota de la alianza de colorados uruguayos y unitarios argentinos del brigadier Fructuoso Rivera, ante el ejército federal porteño-entrerriano del brigadier Manuel Oribe, y da comienzo a la Guerra Grande en Uruguay.[61]
- 17 de diciembre: Los restos de Simón Bolívar son repatriados y enterrados en la Catedral de Caracas (ciudad de su nacimiento) en Venezuela, luego de haber permanecido 12 años en la catedral de Santa Marta en Colombia (ciudad de su fallecimiento).[62]
- 19 de diciembre: El presidente de los Estados Unidos John Tyler firma el reconocimiento de la independencia del Reino de Hawái.[63]
- 23 de diciembre: Con la llegada del ejército anglo-indio a Firozpur en la India, finaliza la primera guerra anglo-afgana.[1]
- 26 de diciembre: Victoria del general mexicano Pedro Ampudia en ciudad Mier, Tamaulipas, sobre las tropas texanas de la Expedición Mier, en la que capturaron 242 soldados, incluidos dos generales.[9]

### Fechas desconocidas
- El arqueólogo Paul-Émile Botta, cónsul francés en Mosul, emprende las excavaciones en busca de la ciudad legendaria de Nínive, en la antigua Mesopotamia. La primera excavación la hizo en la colina de Kuyunjik, cerca de Mosul, pero sus trabajos fueron infructuosos. El año siguiente encontraría las ruinas de Khorsabad.[64]
- El rey Federico Guillermo IV de Prusia propone a Karl Richard Lepsius dirigir una expedición científica a Egipto y Nubia. Esta expedición durará desde el otoño de 1842 hasta finales de 1845. Lepsius exploró decenas de pirámides y de tumbas de nobles, y elaboró la Lista Lepsius, inventario de pirámides egipcias.[65]
- Tensión en las fronteras turco-persas. El wali kurdo de Ardalan reúne a sus caballeros para sostener, en vano, al pachá de Suleimaniya. El Shah de Persia se moviliza, pero la intervención diplomática ruso-británica, consigue tranquilizar los ánimos.[66]
- Fundación de The Sons of Temperance en Nueva York, una hermandad de hombres que promovía una sociedad de abstinencia total, contra el consumo de bebidas alcohólicas, y daba asistencia a sus miembros. Se extendió rápidamente por Estados Unidos y por parte de Canadá.[67]

## Cultura y sociedad
- 1 de enero: En Estados Unidos, el empresario P. T. Barnum inaugura el Museo Americano de Barnum en el Bajo Broadway, en Nueva York, como un lugar de entretenimiento para la familia y de diversión instructiva.[68]
- 1 de febrero: Se establece por una Misión de la Iglesia Metodista, la Universidad privada de Willamette en Salem, Oregón, la más antigua del Oeste de Estados Unidos.[69]
- 7 de marzo: Se establece por la Iglesia Metodista, la Universidad Wesleyana en Delaware, Ohio, que abrió las puertas de su colegio de Artes Liberales a los hombres en 1844, y su colegio femenino en 1853.[70]
- 14 de mayo: Aparece por primera vez la revista ilustrada semanal The Illustrated London News, la primera que incluía grabados y fotografías, fundada por Herbert Ingram y Mark Lemon. La primera edición vendió 26 000 copias.[71]
- 10 de septiembre: En Estados Unidos, primera publicación del periódico Pittsburgh Daily Morning Post, que se integrará posteriormente en el Pittsburgh Post-Gazette, el periódico más importante de Pittsburgh, Pensilvania.[72]
- 15 de octubre: El joven y recién doctorado en filosofía Karl Marx se convierte en redactor jefe revolucionario de la Gaceta Renana de Colonia, que empezó a imprimirse el 1 de enero, y con la que colaboraba desde marzo. Las autoridades prusianas cerrarán el periódico en marzo de 1843, y Marx se irá a Francia.[73]
- 19 de noviembre: Se promulga la ley que funda la Universidad de Chile, centro de estudios más importante y antiguo del país, que se inauguró en septiembre de 1843.[74]
- 26 de noviembre: En Estados Unidos, se funda la Universidad de Notre Dame du Lac en South Bend, Indiana, privada y católica, asociada a la Congregación de Santa Cruz.[75]
- 5 de diciembre: En Estados Unidos, se funda la Universidad de Indiana Maureer School of Law, en Bloomington, Indiana, la primera que otorgaba la Licenciatura en Derecho en el Medio Oeste de Estados Unidos y la novena más antigua del país.[76]
- En Estados Unidos se fundan varias universidades privadas: Universidad de Cumberland por la Iglesia Presbiteriana, en Lebanon, Tennessee;[77] Universidad de Hollins para mujeres, en Roanoke, Virginia;[78] y Universidad de Villanova por la católica Orden de San Agustín, en el condado de Delaware, Pensilvania.[79]

## Arte y literatura
- El escultor academicista francés Jules Cavelier, obtiene el Premio de Roma con la estatua en escayola "Diomedes robando el Palladium".[80]
- Fundación del Museo Nacional de Escultura de España, situado inicialmente en el Palacio de Santa Cruz de Valladolid, con obras de arte procedentes de los conventos desamortizados.[81]
- 26 de mayo: Se inaugura el Federal Hall de Nueva York, inicialmente como Oficina de aduana, de estilo neogriego, que reemplazó al edificio original que había sido el primer Capitolio de Estados Unidos en 1789.[82]
- 24 de julio: Se inaugura la iglesia de la Madeleine de estilo neoclásico, en París, rodeado de 52 columnas corintias, después de 85 años de construcción.[83]
- Se termina la construcción del Castillo de Highclere, mansión de campo victoriana de estilo isabelino en el condado de Hampshire, en Inglaterra.[84]
- Tras doce años de construcción, se inaugura el monumento del Walhalla, cerca de Ratisbona en Baviera (Alemania), templo neoclásico réplica del Partenón de Atenas con 52 columnas dóricas, para conmemorar a los alemanes laureados y distinguidos.[85]

### Literatura
- 3 de enero: Charles Dickens y su esposa se embarcan en Liverpool en el RMS Britannia, para ir a descubrir el Nuevo Mundo. Durante seis meses recorrerá toda la costa Este de Estados Unidos y parte de Canadá, y le permitirá escribir el libro Notas de América.[86]
- 25 de noviembre: Gustave Flaubert termina la escritura de su novela Noviembre, última de sus obras de juventud, breve narración romántica, que no será publicada hasta 1910.[87]
- Publicación de Almas muertas de Nikolái Gógol, relato de corte enigmático e inacabado (primero de una trilogía que no se publicó).[88]
- Fermín Toro: Los mártires.
- Edgar Allan Poe: "El pozo y el péndulo".

## Música
- 7 de enero: En la Sala Ventadour de París se estrena la obra de música sacra completa Stabat Mater, de Gioachino Rossini, estrenada parcialmente en 1833 en el Convento de San Felipe el Real en Madrid.[89]
- 3 de marzo: Estreno en Leipzig de la Sinfonía n.º 3 en La menor, Op. 56 (Escocesa) de Félix Mendelssohn, terminada el 20 de enero y dedicada a la reina Victoria.[90]
- 9 de marzo: En el Teatro de La Scala de Milán, se estrena la ópera Nabucco, de Giuseppe Verdi, el primer gran éxito de su carrera, con su famoso coro "Va, pensiero" que se convirtió en el himno de los nacionalistas italianos durante el Risorgimiento.[91]
- 28 de marzo: En Viena, el director Otto Nicolai con su Academia Filarmónica, interpretó un gran concierto en la Sala Redoutensaal del Palacio Imperial de Hofburg. Esta academia filarmónica es el origen de la Orquesta Filarmónica de Viena.[92]
- 19 de mayo: En Viena se estrena la ópera melodramática "Linda di Chamounix", de Gaetano Donizetti en el Kärntnertortheater, con un gran éxito de público.[93]
- 20 de octubre: En la Ópera Semper de Dresde se produce el estreno mundial de la ópera Rienzi, el último de los tribunos de Richard Wagner, su primer gran éxito operístico.[94]
- 7 de diciembre: Primer concierto de la Orquesta Filarmónica de Nueva York, la más antigua de Estados Unidos, en el "Apollo Rooms", en la parte baja de Broadway, ante 600 personas, dirigida por su director Ureli Corelli Hill.[95]

## Ciencia y tecnología
- Enero: En Estados Unidos, un estudiante de medicina, William E. Clarke, aplica la primera anestesia con éter inhalado en Rochester, Nueva York (Estado), para una extracción dental.[96]
- 21 de febrero: A John Greenough se le concede la primera patente de máquina de coser de EE. UU.[97]
- 30 de marzo: En Estados Unidos, el doctor Crawford Williamson Long realiza la primera operación con anestesia general, usando éter, para la extracción indolora de un tumor en el cuello, en Jefferson, Georgia. No lo publicó hasta 1849.[98]
- 13 de abril: Comienza la construcción (hasta 1845) por Lord Rosse en la localidad irlandesa de Birr, del que será el mayor telescopio del mundo hasta 1917, el Leviatán de Parsonstown, con la fusión de un gran espejo de metal de 183 cm de diámetro.[99]
- 15 de mayo: El físico, y matemático austriaco Christian Andreas Doppler predice el efecto que llevará su nombre (evolución de las señales sonoras en función de la distancia al foco emisor), y presenta su idea a la comunidad científica en un congreso de ciencias naturales en la Real Sociedad Científica Checa, en Praga.[100]
- 23 de mayo: El químico agrícola británico John Bennet Lawes logra la patente para su proceso de producción de superfosfato, un fertilizante para la agricultura.[101]
- Mayo: Publicación en la revista alemana Annalen der Chemie und Pharmazie de un trabajo del físico y químico Julius von Mayer, en el que proponía la equivalencia entre trabajo mecánico y calor, estudio independiente del que trabajaba en ese tiempo James Prescott Joule.[102]
- 9 de junio: James Nasmyth patenta el martillo pilón de vapor de uso industrial, que se convirtió rápidamente en un utillaje estándar.[103]
- Julio: El zoólogo y biólogo británico Richard Owen presenta en Plymouth un "Informe sobre Reptiles Fósiles Británicos" ante la Asociación Británica para el Avance de la Ciencia, en el que propone el nombre de "Dinosauria" para los restos de los animales fosilizados que se estaban encontrando. El nombre provenía de las palabras griegas "deinos" que se traduce como "terribles", y de "sauros", es decir "lagarto".[104]
- Hombron y Jacquinot describen por primera vez la foca cangrejera (Lobodon carcinophaga).
- Producción de las píldoras laxantes de Beecham (Beecham's Pills, producidas hasta 1998), en Lancashire, Inglaterra, origen de una empresa predecesora de la farmacéutica GlaxoSmithKline.[105]

## Nacimientos

### Enero
- 11 de enero: William James, filósofo y psicólogo estadounidense, profesor de la Universidad de Harvard y creador de la psicología funcional (f. 1910).
- 12 de enero: Teoberto Maler, explorador, antropólogo, arqueólogo y fotógrafo austro-alemán, que consagró su vida a la cultura maya (f. 1917).
- 13 de enero: Manuel Salvat Xivixell, editor y tipógrafo español, fundador de la Editorial Salvat (f. 1901).
- 15 de enero: 
  - Paul Lafargue, médico, político y revolucionario franco-español, diputado francés y miembro de la Primera Internacional (f. 1911).
  - Josef Breuer, médico, fisiólogo y psicólogo austriaco, que descubrió ciertas funciones fisiológicas y creó el método catártico para tratar la histeria (f. 1925).
- 22 de enero: Eloísa D’Herbil, compositora y pianista española radicada en Argentina, la primera mujer compositora de tango (f. 1943).
- 25 de enero: Vilhelm Thomsen, lingüista danés, experto en lenguas indoeuropeas y ugrofinesas, y que descifró el antiguo alfabeto turco (f. 1927).
- 26 de enero: François Coppée, poeta, dramaturgo y novelista francés del Parnasianismo (f. 1908).
- 30 de enero: Virgilio Mattoni, pintor español del historicismo y del realismo postromántico, especializado en retratos y temas religiosos (f. 1923).

### Febrero
- 1 de febrero: José María Esquerdo, psiquiatra y diputado republicano español, que introdujo en España la neuropsiquiatría y la terapia ocupacional (f. 1912).
- 4 de febrero: 
  - Georges Brandes, filósofo, crítico literario y periodista danés, muy influyente en las literaturas escandinavas de fin del siglo XIX (f. 1927).
  - Hugo Schuchardt, profesor y lingüista comparativo alemán, especializado en lenguas romances, lenguas criollas y euskera (f. 1927).
- 7 de febrero: 
  - Luis Pidal y Mon, marqués de Pidal, político español que promovió la Unión Católica y fue ministro de Fomento (f. 1913).
  - Alexandre Ribot, magistrado y político francés, ministro de Asuntos Exteriores y primer ministro de Francia en cuatro ocasiones (f. 1923).
- 11 de febrero: Erik Gustaf Boström, terrateniente y político sueco, primer ministro de Suecia en dos ocasiones (f. 1907).
- 15 de febrero: Anton Nyström, médico, educador y escritor sueco, promotor de la enseñanza popular de la ciencia en Suecia (f. 1931).
- 23 de febrero: Eduard von Hartmann, filósofo alemán (f. 1906).
- 25 de febrero: Karl May, escritor alemán de libros juveniles y de aventuras, centrados en el Oeste estadounidense y el Oriente Próximo (f. 1912).
- 26 de febrero: Camille Flammarion, astrónomo y escritor francés, que popularizó la astronomía y fundó la Sociedad Astronómica de Francia (f. 1925).
- Febrero: Carlos Walker Martínez, escritor, abogado, diputado, senador y ministro del Interior de Chile (f. 1905).

### Marzo
- 1 de marzo: 
  - Fermín Salvochea, anarquista español (f. 1907).
  - Nikolaos Gyzis, pintor griego impresionista, que destacó y fue profesor de pintura de la Escuela de Munich, donde vivió (f. 1901).
  - Rafael Guastavino, arquitecto y constructor español, que trabajó en Estados Unidos, donde patentó el sistema constructivo Guastavino system (f. 1908).
  - Wilhelm Jordan, geodesista y topógrafo alemán, que desarrolló el algoritmo de la eliminación de Gauss-Jordan (f. 1899).
- 2 de marzo: 
  - Enrique Gaspar, cónsul y escritor español, que escribió la primera obra de ciencia ficción que utiliza una máquina del tiempo (f. 1902).
  - Carl Jacobsen, empresario, director de Carlsberg, coleccionista de arte y filántropo danés, fundador de la Gliptoteca Ny Carlsberg (f. 1914).
- 5 de marzo: Heinrich Martin Weber, matemático alemán especializado en álgebra, teoría de números y análisis matemático (f. 1913).
- 7 de marzo: 
  - Georg Friedrich Knapp, economista alemán, fundador de la Escuela del Chartalismo, base de la Teoría Monetaria Moderna (f. 1926).
  - Henry Hyndman, escritor y político inglés que popularizó las obras de Marx en inglés, y fundó la Federación Socialdemócrata (f. 1921).
- 10 de marzo: Mariano Demaría, abogado y diplomático argentino, ministro de Hacienda y presidente de la Cámara de Diputados de Argentina (f. 1921).
- 11 de marzo: Leandro N. Alem, político y revolucionario argentino, que fundó la Unión Cívica Radical y lideró dos insurrecciones armadas (f. 1896).
- 17 de marzo: Rosina Heikel, primera mujer médico de Finlandia, especializada en ginecología y pediatría, y activista feminista (f. 1929).
- 18 de marzo: Stéphane Mallarmé, poeta francés del simbolismo y crítico literario, que abrió una famosa tertulia en París (f. 1898).
- 25 de marzo: Antonio Fogazzaro, escritor italiano (f. 1911).
- 26 de marzo: Eugenio Torelli Viollier, periodista y político italiano, cofundador del periódico Corriere della Sera (f. 1900).

### Abril
- 2 de abril: Domingo Savio, joven del Reino de Cerdeña, alumno de San Juan Bosco, canonizado en 1954 (f. 1857).
- 3 de abril: Manuel de Eguilior y Llaguno, abogado y político español, senador, ministro de Hacienda y ministro de Instrucción Pública y Bellas Artes (f. 1931).
- 4 de abril: Édouard Lucas, matemático francés, que trabajó sobre la sucesión de Fibonacci, el test de primalidad y las Torres de Hanói (f. 1891).
- 10 de abril: Marcos Cabral, militar y escritor dominicano, presidente de la República Dominicana de manera provisional (f. 1903).
- 17 de abril: Maurice Rouvier, banquero, periodista y político francés, ministro de Finanzas y primer ministro de Francia en dos ocasiones (f. 1911).
- 19 de abril: Nikolái Yákovlevich Tsínguer, astrónomo, geodesista  y cartógrafo ruso, uno de los líderes de la Sociedad Geográfica Rusa (f. 1918).
- 26 de abril: François Hennebique, ingeniero, arquitecto y constructor francés, inventor de un sistema de construcción con hormigón armado (f. 1921).
- 28 de abril: Gastón de Orleans, conde de Eu, Príncipe Imperial de Brasil por matrimonio, de origen francés, muy cruel en la guerra de la Triple Alianza (f. 1922).

### Mayo
- 3 de mayo:
  - Ramona Andreu, impresora española (f. 1902).
  - Octavio Rosado, militar mexicano, gobernador de Yucatán (f. 1893).
  - Otto Stolz, matemático austriaco, trabajó sobre análisis matemático e infinitesimales, y dio nombre al teorema de Stolz-Cesàro (f. 1905).
- 7 de mayo: Gualberta Alaide Beccari, periodista y escritora italiana, feminista y fundadora de la revista sobre derechos de las  mujeres La Donna (f. 1906).
- 8 de mayo: Emil Christian Hansen, fisiólogo y micólogo danés (f. 1909).
- 12 de mayo: Jules Massenet, pianista, musicólogo y compositor de ópera francés del Romanticismo (f. 1912).
- 13 de mayo: Arthur Sullivan, compositor británico de ascendencia irlandesa e italiana, conocido sobre todo por sus operetas (f. 1900).
- 16 de mayo: Mary Nimmo Moran, grabadora estadounidense en aguafuerte, primera mujer miembro de la Real sociedad de grabadores de Londres (f. 1899).
- 20 de mayo: Aleksandr Voyéikov, meteorólogo, climatólogo, geógrafo y promotor del vegetarianismo ruso (f. 1916).
- 24 de mayo: Manuel Mariátegui y Vinyals, político español, alcalde Madrid, senador y ministro de Estado (f. 1905).

### Junio
- 1 de junio: Christoph Blumhardt, teólogo luterano, parlamentario del Partido Socialdemócrata de Alemania y fundador del socialismo cristiano en Alemania y Suiza (f. 1919).
- 9 de junio: Ernesto II de Lippe-Biesterfeld, jefe de la Casa de Lippe alemana, y regente del Principado de Lippe (f. 1904).
- 10 de junio: Manuel Bulnes Pinto, militar y político chileno, diputado y ministro de Guerra y Marina de Chile (f. 1899).
- 11 de junio: Carl von Linde, empresario e inventor alemán, que obtuvo oxígeno líquido y construyó el primer refrigerador por compresión (f. 1934).
- 12 de junio: Rikard Nordraak, pianista y compositor noruego, autor del himno nacional de Noruega (f. 1866).
- 19 de junio: Walter Bache, director de orquesta y pianista británico, defensor de la música de Franz Liszt (f. 1888).
- 25 de junio: Eloy Alfaro, presidente del Ecuador en dos ocasiones, y líder de la revolución liberal de Ecuador (f. 1912).
- 26 de junio: 
  - Ernest-Théodore Hamy, naturalista médico, antropólogo y etnólogo francés, fundador del Museo de Etnografía del Trocadero (f. 1908).
  - Loreta Janeta Velázquez, mujer cubana que luchó con la Confederación en la guerra de Secesión estadounidense, y fue espía de ambos bandos (f. 1923).

### Julio
- 14 de julio: Christian Lundeberg, político sueco, diputado, Primer ministro de Suecia y presidente de la Primera Cámara del Parlamento (f. 1911).
- 17 de julio: Georg von Schönerer, político austriaco del pangermanismo y nacionalismo alemán en Austria, antisemita y contra el catolicismo político (f. 1921).
- 25 de julio: Daniel Paul Schreber, jurista alemán (f. 1911).
- 28 de julio: Luis Beláustegui, abogado y político argentino, ministro de Justicia e Instrucción Pública de la Nación Argentina (f. 1909).
- 30 de julio: Wu Tingfang, diplomático y político chino, ministro de Asuntos Exteriores y primer ministro de la República de China (f. 1922).

### Agosto
- 7 de agosto: Alberto Aguilera, abogado y político español, diputado, senador, ministro de Gobernación y alcalde de Madrid (f. 1913).
- 14 de agosto: Jean Gaston Darboux, matemático francés de gran contribución a la geometría, ecuación diferencial y análisis matemático (f. 1917).
- 18 de agosto: Joaquín Pinto, pintor ecuatoriano de estilo romántico, y uno de los primeros pintores costumbristas del país (f. 1906).
- 23 de agosto: Osborne Reynolds, ingeniero y físico irlandés, que trabajó en hidrodinámica y dinámica de fluidos, e introdujo el Número de Reynolds (f. 1912).
- 28 de agosto: Louis Le Prince, artista e inventor francés, considerado por algunos el verdadero inventor del cine en 1888 (f. 1890).
- 31 de agosto: 
  - Mary Corinna Putnam Jacobi, médico, escritora y sufragista estadounidense, una de las portavoces sobre la salud de las mujeres (f. 1906).
  - Josephine St. Pierre Ruffin, periodista y sufragista estadounidense, que fundó el periódico The Women's Era por y para mujeres afroamericanas (f. 1924).

### Septiembre
- 3 de septiembre: John Devoy, revolucionario feniano de la Hermandad Republicana Irlandesa, deportado a Estados Unidos, donde creó el Clan na Gael (f. 1928).
- 6 de septiembre: Valentín Virasoro, político argentino (f. 1925).
- 7 de septiembre: María Josefa Sancho, monja española, fundadora del Instituto Siervas de Jesús de la Caridad, y canonizada en 2000 (f. 1912).
- 9 de septiembre: Elliott Coues, cirujano del ejército estadounidense, historiador y ornitólogo, que contribuyó a la clasificación taxonómica de subespecies (f. 1899).
- 13 de septiembre: Odón Mijálovich, compositor y educador musical húngaro (f. 1929).
- 16 de septiembre: Alessandro Fortis, político italiano, ministro de Agricultura y Presidente del Consejo de Ministros de Italia (f. 1909).
- 20 de septiembre: James Dewar, físico y químico escocés, inventor del vaso Dewar y el primero en obtener hidrógeno líquido e hidrógeno sólido (f. 1923).
- 21 de septiembre: 
  - Abdul Hamid II, Sultán autocrático con poderes absolutos del Imperio Otomano de 1876 a 1909 (f. 1918).
  - Charles Lapworth, geólogo inglés, pionero en usar fósiles para analizar animales, e identificador del período Ordovícico (f. 1920).
- 26 de septiembre: Francisco Mora Méndez, cofundador del Partido Socialista Obrero Español (f. 1924).

### Octubre
- 1 de octubre: Charles Cros, físico, poeta e inventor francés, pionero en desarrollar un método para obtener fotografía en color (f. 1888).
- 10 de octubre: Ōyama Iwao, mariscal de campo y político japonés, uno de los fundadores del Ejército Imperial de Japón (f. 1916).
- 11 de octubre: Lorenzo Vintter, general argentino, gobernador de la Patagonia, del Territorio Nacional de Río Negro y del Territorio Nacional de Formosa (f. 1915).
- 17 de octubre: Gustaf Retzius, botánico, médico y anatomista sueco, investigador de la histología, y uno de los padres de la teoría del racismo científico (f. 1919).
- 20 de octubre: Bartomeu Robert, médico y político español.
- 26 de octubre: Vasili Vereshchaguin, pintor ruso del realismo y orientalista, célebre por su faceta de artista bélico (f. 1904).
- 27 de octubre: 
  - Clarence Bicknell, matemático, botánico, pteridólogo, pintor, arqueólogo, coleccionista de arte, esperantista y filántropo inglés (f. 1918).
  - Giovanni Giolitti, político, Presidente del Consejo de Ministros de Italia en cinco ocasiones, de gran influencia en el desarrollo del Reino de Italia (f. 1928).
- 29 de octubre: Thomas Somerscales, profesor inglés, marino y pintor, famoso por sus cuadros de batallas navales (f. 1927).

### Noviembre
- 12 de noviembre: Lord Rayleigh, físico británico, premio nobel de física de 1904, que estableció la existencia de gases nobles y descubrió el argón (f. 1919).
- 22 de noviembre: José María de Heredia, poeta del parnasianismo y traductor francés de origen cubano, fundador de la Sociedad de Poetas Franceses (f. 1905).
- 25 de noviembre: 
  - Madeleine Brès, primera mujer francesa en obtener el título de Médico, que se especializó en puericultura (f. 1921).
  - José María Múzquiz, abogado y político mexicano, gobernador de Coahuila de Zaragoza en varias ocasiones (f. 1901).
- 30 de noviembre: Fernando León y Castillo, abogado, político y diplomático español, ministro de Ultramar y ministro de Gobernación (f. 1918).

### Diciembre
- 3 de diciembre: Ellen Swallow Richards, química y ecóloga estadounidense, una de las fundadoras de la higiene ambiental (f. 1911).
- 6 de diciembre: Charles Otis Whitman, zoólogo estadounidense, fundador de la etología clásica, considerado el padre de la zoología en Japón (f. 1910).
- 8 de diciembre: Alphonse Borrelly, astrónomo francés del Observatorio de Marsella, que descubrió varios asteroides y cometas (f. 1926).
- 9 de diciembre: Piotr Kropotkin, geógrafo, naturalista y anarquista ruso, fundador del anarcocomunismo y de la teoría del apoyo mutuo (f. 1921).
- 12 de diciembre: Alfred Parland, arquitecto y profesor ruso, constructor de la iglesia de la Resurrección de Cristo en San Petersburgo (f. 1919).
- 17 de diciembre: Sophus Lie, matemático noruego, experto en teoría de grupos, y descubridor de los grupos de Lie y del álgebra de Lie (f. 1899).
- 19 de diciembre: Luis Guanella, religioso católico italiano, fundador de dos Congregaciones, y canonizado en 2011 (f. 1915).
- 21 de diciembre: Juan Bautista Viniegra, almirante español.
- 22 de diciembre: Seyyed Mohammad Tabatabaí, notable ulema muŷtahid duodecimano, y uno de los líderes de la revolución constitucional iraní (f. 1920).
- 23 de diciembre: Frascuelo, uno de los grandes toreros españoles de finales del siglo XIX, junto con Lagartijo y Guerrita (f. 1898).
- 28 de diciembre: Calixa Lavallée, director de orquesta y compositor franco-canadiense de O Canada, el himno nacional de Canadá (f. 1891).
- 30 de diciembre: Osman Hamdi Bey, antropólogo, arqueólogo y pintor de retratos otomano, fundador del Museo Arqueológico de Estambul (f. 1910).
- 31 de diciembre: 
  - Giovanni Boldini, pintor italiano de género y retratos del movimiento "Macchiaioli", que trabajó en París (f. 1931).
  - Ramón Nocedal, escritor, periodista y político español, fundador del Partido Integrista y director del diario El Siglo Futuro (f. 1907).

### Fechas desconocidas
- Thomas Bridges, misionero anglicano inglés, que fue el primer hombre blanco en vivir en Tierra del Fuego, Argentina (f. 1898).
- Enrique Bustamante y Salazar, político y diplomático peruano, diputado y ministro de Guerra y Marina del Perú (f. 1907).
- Nicanor Carmona Vílchez, agricultor y político peruano, senador, ministro de Hacienda y Presidente del Senado del Perú (f. 1940).
- William David Coleman, político de Liberia de origen estadounidense, vicepresidente de Liberia y Presidente de Liberia (f. 1908).
- Stephanos Dragumis, político griego, varias veces ministro, y primer ministro de Grecia (f. 1923).
- William Gosse, topógrafo y explorador inglés de la zona oeste de Alice Springs en Australia, y descubridor de Ayers Rock (f. 1881).
- Juana Miranda, matrona ecuatoriana, fundadora de la Maternidad de Quito, y primera mujer profesora universitaria de Ecuador (f. 1914).
- Pîhtokahanapiwiyin, jefe tribal de los cree de las llanuras, pacificador y defensor de su pueblo (f. 1886).
- Juan José Romero, abogado y político argentino, tres veces ministro de Hacienda de Argentina (f. 1915).
- Emma Sandys, pintora prerrafaelista inglesa, especializada en retratos de niños y mujeres jóvenes (f. 1877).
- Quizá en 1844: Okita Sōji, capitán de la primera división del Shinsengumi (f. 1868).

## Fallecimientos

### Enero
- 2 de enero: Frederic von Franquemont, General de Infantería del ejército de Napoleón, y ministro de Guerra del reino de Württemberg (n. 1770).
- 16 de enero: Thomas Fearnley, pintor del nacionalismo romántico noruego, y uno de los padres de la pintura moderna en Noruega (n. 1802).

### Febrero
- 9 de febrero: Domingo Cabarrús, economista afrancesado y político español, ministro de Finanzas con José Bonaparte, y gobernador provincial (n. 1774).
- 13 de febrero: Antonio de Saavedra y Jofré, noble y funcionario español, carlista y secretario de Estado de España (n. 1777).
- 18 de febrero: François Chavaneau, químico, físico y matemático francés, que trabajó en España y que descubrió el platino (n. 1754).

### Marzo
- 3 de marzo: Emanuel von Friedrichsthal, explorador, daguerrotipista y arqueólogo austriaco, que trabajó en los Balcanes, Centroamérica y México (n. 1809).
- 6 de marzo: A.H.L. Heeren, historiador, filólogo y profesor alemán, revisionista de la historia antigua al incluir elementos económicos y financieros (n. 1760).
- 7 de marzo: 
  - Eusebio Bardají Azara, abogado y político español, senador, ministro de Estado y Presidente del Consejo de Ministros (n. 1776).
  - Pablo Federico de Mecklemburgo-Schwerin, que gobernó como Gran Duque de Mecklemburgo-Schwerin (n. 1800).
- 16 de marzo: 
  - Maurits Hansen, profesor y escritor noruego del Romanticismo, el primero en escribir una novela policíaca (n. 1794).
  - Pedro Molina y Sotomayor, militar y político argentino, gobernador de la Provincia de Mendoza en cuatro ocasiones (n. 1781).
- 23 de marzo: Stendhal (Henri-Marie Beyle), escritor, biógrafo y novelista francés del realismo literario (n. 1783).
- 30 de marzo: Marie-Louise-Élisabeth Vigée-Lebrun, pintora francesa muy famosa, especializada en retratos (n. 1755).
- Marzo: Juan Ángel Arias, político hondureño, senador y jefe de Estado de Honduras (n. 1800).

### Abril
- 5 de abril: Shuja Shah Durrani, gobernante del imperio durrani, y emir de Afganistán (n. 1785).
- 9 de abril: Tomás de Heres, militar y político venezolano, diputado y senador, ministro de Gobierno y Relaciones Exteriores del Perú (n. 1795).
- 11 de abril: Sándor Kőrösi Csoma, polímata, políglota y lingüista húngaro, investigador del origen del pueblo húngaro, y fundador de la tibetología (n. 1784).
- 15 de abril: José Ventura de Aguirre Solarte, comerciante, banquero y político español, ministro de Hacienda (n. 1793).
- 28 de abril: Charles Bell, anatomista, cirujano y fisiólogo escocés, experto en el sistema nervioso, que describió la Parálisis de Bell facial (n. 1774).
- 30 de abril: 
  - José Benito Cottolengo, sacerdote católico, fundador de la Piccola Casa della Divina Provvidenza, y canonizado en 1934 (n. 1786).
  - Pedro González Vallejo, obispo católico y político español, diputado y senador, presidente de la Cámara de diputados y del Estamento de Próceres (n. 1770).

### Mayo
- 1 de mayo: Toribio de Luzuriaga, militar peruano-argentino, gobernador de la provincia de Corrientes y del Departamento de Huaylas (n. 1782).
- 5 de mayo: Karl Wilhelm von Toll, noble ruso de origen alemán, general del Ejército Imperial Ruso, y miembro del Consejo de Estado del Imperio Ruso (n. 1777).
- 8 de mayo: Jules Dumont D'Urville, capitán de fragata, geógrafo y botánico francés, que comandó varias expediciones por el Pacífico Sur y la Antártida (n. 1790).
- 14 de mayo: Pedro Agustín Girón, militar y político español, senador, ministro de la Guerra y presidente del Estamento de Próceres (n. 1778).
- 23 de mayo: José de Espronceda, escritor y el poeta más representativo del Romanticismo en España (n. 1808).
- 25 de mayo: Juan Ignacio Gorriti, sacerdote católico y político argentino, miembro de la Junta Grande y gobernador de la provincia de Salta (n. 1766).
- 29 de mayo: Henriëtte Geertruida Knip, pintora neerlandesa, especializada en pinturas de bodegones de flores (n. 1783).

### Junio
- 7 de junio: James Barbour, abogado y político estadounidense, gobernador de Virginia, senador y Secretario de Guerra de los Estados Unidos (n. 1775).
- 9 de junio: Maria Dalle Donne, ginecóloga y profesora italiana, primera doctora en medicina y directora de Obstetricia de la Universidad de Bolonia (n. 1778).
- 10 de junio: Felisberto Caldeira Brant, militar y diplomático brasileño, diputado y ministro de Hacienda de Pedro I de Brasil, y senador (n. 1772).
- 19 de junio: Francisco Tadeo Calomarde, político absolutista español, ministro de Gracia y Justicia (n. 1773).
- 25 de junio: Jean-Charles-Léonard Simonde de Sismondi, escritor, economista e historiador suizo, representante del socialismo de la pequeña burguesía (n. 1773).

### Julio
- 2 de julio: Ramon Felip, célebre guerrillero carlista español, jefe de partidas de bandoleros en las comarcas interiores de Cataluña (n. 1807).
- 5 de julio: Juan Francisco Larrobla, sacerdote uruguayo, presidente del Congreso de la Provincia Oriental, que declaró la independencia de Uruguay (n. 1775).
- 19 de julio: Pierre Joseph Pelletier, naturalista y químico francés, que preparó los alcaloides de la quinina, la atropina y la estricnina (n. 1788).
- 24 de julio: John Sell Cotman, pintor inglés de paisajes y marinas, grabador e ilustrador, miembro de la Escuela de Norwich de artistas (n. 1782).
- 25 de julio: Dominique-Jean Larrey, cirujano francés que creó el transporte por ambulancia y los primeros triajes en el campo de batalla (n. 1766).
- 26 de julio: David Jewett, corsario estadounidense, nacionalizado argentino, acusado de pirata y el primero en izar la bandera argentina en las Islas Malvinas (n. 1772).
- 28 de julio: Clemens Brentano, escritor del romanticismo alemán, autor de poesías, obras de teatro y relatos, del círculo romántico de Heidelberg (n. 1778).
- 29 de julio: 
  - Mariano Enrique Calvo, abogado, jurisconsulto y político boliviano, Vicepresidente y Presidente de Bolivia (n. 1782).
  - Martín Yanzón, militar y político argentino, gobernador de la provincia de San Juan (n. 1801).

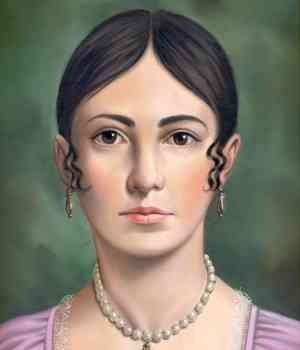
Leona Vicario fallece el 21 de agosto.

### Agosto
- 18 de agosto: Louis de Freycinet, capitán de fragata, geógrafo y geólogo francés, uno de los fundadores de Sociedad de Geografía de París (n. 1779).
- 21 de agosto: Leona Vicario, heroína de la guerra de independencia de México, periodista e informadora de los insurgentes (n. 1789).[106]

### Septiembre
- 10 de septiembre: William Hobson, explorador y comandante de la Marina Real británica, primer gobernador general de Nueva Zelanda (n. 1792).
- 15 de septiembre: Francisco Morazán, militar y político hondureño, jefe de Estado de Honduras y de la República Federal de Centroamérica (n. 1792).

### Octubre
- 3 de octubre: Vicente Emparan, militar español (n. 1747).
- 8 de octubre: Christoph Ernst Friedrich Weyse, organista y compositor danés, conocido sobre todo por sus singspiel y sus lieder (n. 1774).
- 23 de octubre: Wilhelm Gesenius, lexicógrafo, pedagogo, profesor, orientalista y filólogo alemán, experto en el idioma hebreo (n. 1786).
- 24 de octubre: Bernardo O'Higgins, militar y político chileno, uno de los padres de la Patria de Chile, y Director supremo de Chile (n. 1778).

### Noviembre
- 10 de noviembre: Joseph Marie Degérando, jurista, filántropo y filósofo francés, uno de los precursores de la antropología (n. 1772).
- 17 de noviembre: John Varley, pintor y astrólogo británico (n. 1778).
- 26 de noviembre: Robert Smith, abogado, político y militar estadounidense, Secretario de la Armada, y secretario de Estado de los Estados Unidos (n. 1757).
- 28 de noviembre: Maria Callcott, escritora, ilustradora y naturalista inglesa, autora de libros de viajes y de literatura infantil (n. 1785).
- Noviembre: Thomas Buttersworth, pintor británico de la Marina Real, especializado en batallas navales, paisajes marinos y pinturas de barcos (n. 1768).

### Diciembre
- 2 de diciembre: José Canga Argüelles y Cifuentes, economista y político español, diputado y ministro de Hacienda (n. 1771).

### Fechas desconocidas
- Nodira, poetisa y estadista uzbeka, que escribió en uzbeko, persa y tayiko, y fue regente del Kanato de Kokand (n. 1792).
- Agustín V. Zamorano, político estdounidense del Territorio de Florida, secretario de Estado y gobernador de Alta California (n. 1798).